# Werner Gocksch
Werner Gocksch (* 15. Juli 1922 in Seddin; † 19. Mai 2006 in Treuenbrietzen) war ein deutscher Maler und Illustrator.

## Leben

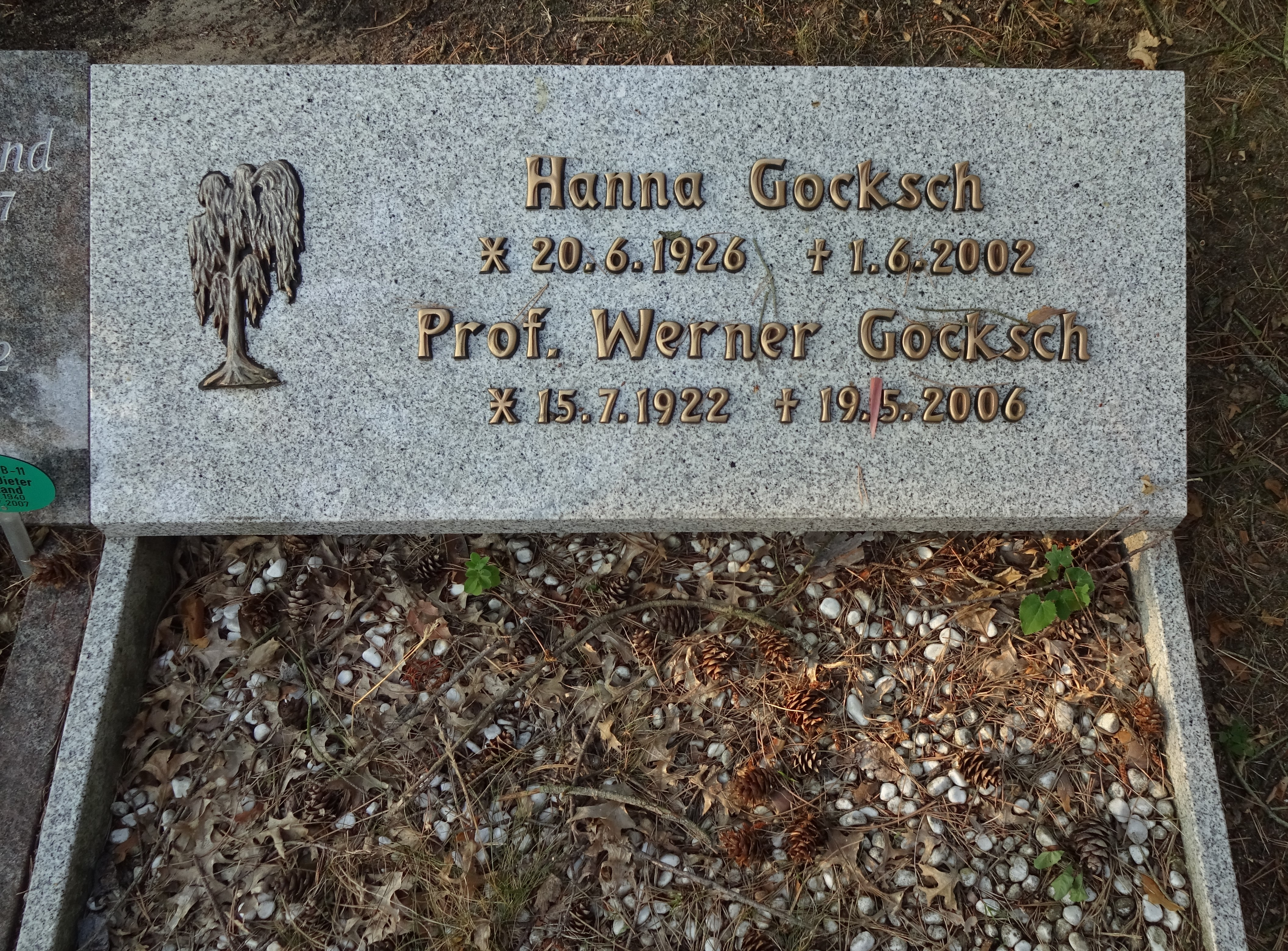
Werner Gockschs Grab auf dem Friedhof Ruhleben

Werner Gocksch erlangte 1942 nach dem Besuch der damaligen Althoffschule (Realgymnasium) in Potsdam-Babelsberg die Hochschulreife. Danach war er Soldat in Tunesien und geriet 1943 in amerikanische Kriegsgefangenschaft. Von 1947 bis 1951 war er Student an der Pädagogischen Hochschule Berlin in der Klasse von Fritz Kuhr, bei Arthur Degner und Georg Kinzer.
Danach arbeitete er bis 1963 als Kunstlehrer an der Berliner Erich-Hoepner-Oberschule. Nach dem Schuldienst war er Dozent an der Pädagogischen Hochschule Berlin und wurde 1971 zum Professor berufen. Nach der Auflösung der Pädagogischen Hochschule lehrte er an der Hochschule der Künste Berlin, heute Universität der Künste Berlin, ging 1986 in den Ruhestand und verstarb am 19. Mai 2006 in Treuenbrietzen.

## Ausstellungen
- 1965 bis 1985 nahezu jährliche Teilnahme an der Großen Berliner Kunstausstellung
- 2004: Am Wegesrand, Botanisches Museum Berlin[2]